# 金沢区
金沢区（かなざわく）は、横浜市の18行政区の一つ。
「金沢」はかつては「かねさわ」と読まれていたが、近世以降加賀藩の「かなざわ」が著名になったことから、読みが移り変わったとされている。

## 概要

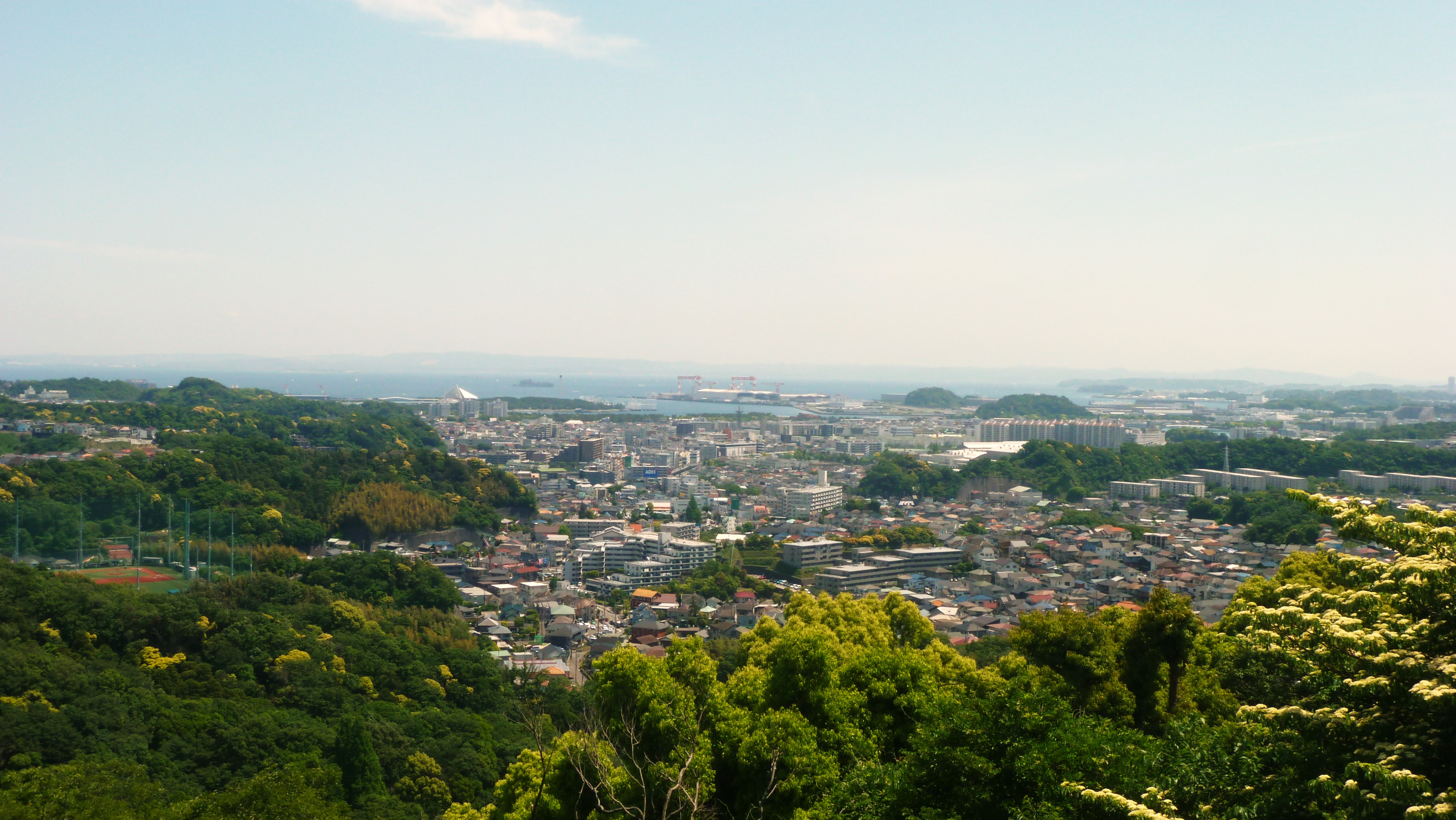
金沢動物園から臨む金沢区の街並み

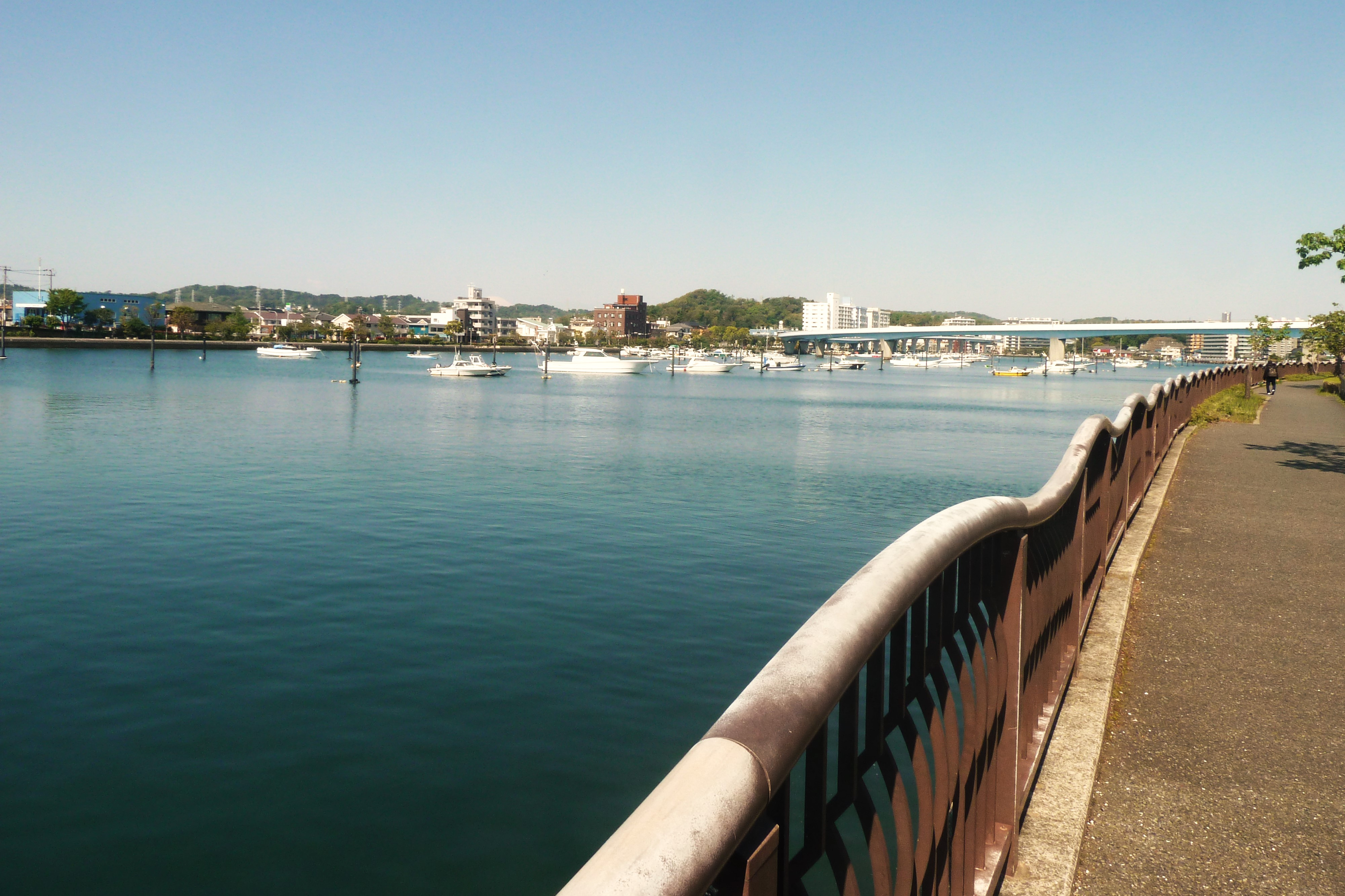
平潟湾

三浦半島の東側・横浜市最南端に位置し、横浜市唯一の自然海浜である野島海岸と、市内最高峰の大丸山を有する。区を流れる河川には、二級河川の侍従川や宮川を始め、富岡川や六浦川などがある。
行政の中心・泥亀は、湯島聖堂の儒官であった永島祐伯（号を泥亀）が新田開発を行ったことに由来する。区庁舎周辺は泥亀公園とともに「泥亀公園及び金沢区庁舎外構整備事業」で、平成3年度国土交通省手づくり郷土賞（施設部門）受賞。
横浜市の最南端に位置し、横須賀市、逗子市、鎌倉市、磯子区、栄区に接する。海岸線を埋め立てた金沢工業地帯と同時に造成された砂浜「海の公園」をはじめ、横浜・八景島シーパラダイスや横浜ベイサイドマリーナなど、マリンスポーツを楽しむことのできる複合施設に加え、2019年にはブランチ（Branch）横浜南部市場が開業し賑わいを見せている。

## 歴史
古くは武蔵国倉城郡（後の久良岐郡）六浦荘という荘園が設置され、国衙（こくが）や郡衙の支配を受けない私有地だった。六浦・金沢（かねさわ）・釜利谷・富岡の4郷から成っていた。（金沢文庫#読み方も参照）。鎌倉時代には幕府隣接の港町・六浦湊として栄え、兼好法師が庵を結んだという伝承のある現在の上行寺東遺跡や、北条氏による称名寺及び金沢文庫、鎌倉市との境に残る朝夷奈切通し（国の史跡）などが造られた。古来、砂鉄を産し、これが「かねさわ」の語源といわれる。
鎌倉時代初期釜利谷の領主・畠山重忠は、本拠の埼玉・秩父地方から職人を移住させ、武具などを製作させた。また、南北朝時代、瀬ヶ崎には奥州管領・大崎詮持の居館があった。永享の乱では合戦場となっている。
江戸時代に入ると、1722年に米倉忠仰が下野国皆川から陣屋を金沢に移し、六浦藩が成立する（横浜市域では唯一の大名）。米倉氏は甲斐源氏武田氏支流であったが武田氏滅亡後、徳川家康を頼り、綱吉の時代、同じ武川衆の家系であった柳沢吉保との縁戚関係から諸侯に列した。現在は陣屋跡に当主一家が住まう。また江戸時代には景色の美しさから観光地となり金沢八景と呼ばれた。
富岡海岸では明治初期に外国人が海水浴を始め、明治10年代になると井上馨、三条実美、松方正義、大鳥圭介ら中央政界の要人が訪れるようになり、やがてこれら要人たちの別荘が建てられた。
- 534年 武蔵国造の乱後に屯倉が置かれた武蔵国倉樔（くらす）が、久良岐郡であるとする説が有力
- 768年 橘樹郡の飛鳥部吉志五百国が「久良郡」で獲った白雉を献上し従八位下を授けられる。（続日本紀による）
- 931年 雷神社の建立。
- 1180年 源頼朝、瀬戸（現・金沢区瀬戸）に伊豆三島明神を勧進（瀬戸神社の起源）
- 1219年 運慶により瀬戸神社へ抜頭面が奉納された。
- 1224年 鎌倉幕府による四角四境の鬼気祭。（四境：東＝六浦、南＝小坪、西＝稲村、北＝山内）
- 1241年 北条氏により鎌倉と六浦湊を結ぶ朝比奈切通し（六浦路）が完成。
- 1246年 北条実時が金沢別邸内に持仏堂（阿弥陀堂）建立。称名寺の前身。（他に1258年建立など諸説あり）
- 1254年 日蓮の船中問答により、上行寺が真言宗・金勝寺から改宗改名。
- 1269年 六浦湊最初となる唐船が到着。
- 1275年 北条実時が政務を引退し金沢の別邸に隠棲した。金沢文庫創設時期と考えられている。（武家の文庫。吾妻鏡原文の保存や編纂など。現在は中世の歴史博物館）
- 1305年 北条貞顕が嘉元3年ごろ竣工させた瀬戸橋により内海に隔てられた六浦と金沢が陸路でつながる
- 1352年 足利尊氏により金沢郷塩垂場（塩田）が称名寺へ寄進された。
- 1382年 野島山に比丘尼了意が染王寺の起源である小庵を結ぶ。
- 1438年 足利持氏が称名寺で出家。
- 1472年 手子神社創建。伊丹左橋亮による。
- 1726年 六浦藩の成立。
- 1726年 「小石川養生所」初代運営責任者小川笙船（赤ひげ先生）、瀬ケ崎村（現・金沢区六浦東）に隠居
- 1803年 能見堂に「金沢八景根元地」の碑建立（江戸の町人135名による）。
- 1826年 将軍家に鯛2000匹を献上。洲崎村網元（鈴木吉兵衛）。
- 1836年 浮世絵・金沢八景（歌川広重）が完成。
- 1849年 永島忠篤により泥亀新田が完成。
- 1853年 ペリー黒船騒動。小柴沖(American-Anchorage)に停泊。「泰平の眠りを覚ます上喜撰たつた四杯で夜も眠れず」と狂歌に詠まれる。
- 1854年 黒船再来。3か月間小柴沖に碇泊。ワシントン記念日の祝砲100発以上が黒船から轟く。
- 1858年 日米修好通商条約の調印。神奈川・小柴沖（八景島沖約1km）に停泊中のポーハタン号にて。
- 1865年 小泉又次郎、大道に生誕。金沢藩藩校「明允館」開校。
- 1867年 洲崎村・野島浦・泥亀新田村・町屋村・柴村の五ヵ村,幕府直轄領に戻る。
- 1871年 六浦藩・8代藩主米倉昌言、六浦県知事となる。明治政府の廃藩置県による。
- 1873年 三分学舎（現・六浦小学校）、赤井学舎（現・釜利谷小学校）、知足学舎（現・金沢小学校）、富岡学舎（現・富岡小学校）がひらかれる。
- 1881年 日本の海水浴場の魁・富岡海岸（富岡八幡公園周辺）にヘボン博士来訪。「海水浴場神奈川縣廰」の標識が建つ。
- 1887年 大日本帝国憲法の草案。伊藤博文らが金沢八景「東屋旅館」にて。作業途中、草案入り鞄を盗まれた話が有名。
- 1889年 金沢村が成立。久良岐郡町屋村・谷津村・洲崎村・柴村・野島村・泥亀新田・富岡村の町村制施行に伴う合併で。
- 1889年 六浦荘村が成立。釜利谷村・三分村及び泥亀新田飛地の町村制施行に伴う合併で。
- 1897年 六浦荘村が鎌倉郡鎌倉町大字峠を編入。（現：朝比奈町の全域、東朝比奈二 - 三丁目の各一部。なお、鎌倉町は鎌倉市の母体の一つ。）
- 1899年 野口英世、入港した船員からペスト患者を発見診断し、国内への蔓延を水際で阻止。
- 1925年1月 久良岐郡金沢村が町制を施行して金沢町となる。
- 1930年 湘南電車（湘南電気鉄道/のちに京浜急行に合併）が誕生し金沢文庫駅、金沢八景駅が設置された。
- 1936年10月 久良岐郡の消滅。久良岐郡金沢町・六浦荘村が横浜市に編入。磯子区の一部となる。
- 1941年4月 海軍航空技術廠支廠が開設された。
- 1946年6月 東急興業横浜製作所（後の東急車輛製造、現・総合車両製作所横浜事業所）操業開始。（旧海軍航空技術廠跡地）
- 1948年5月 金沢区が磯子区より独立。
- 1948年10月3日 旧日本海軍の施設が在日米軍により接収され小柴貯油施設となった[6]。
- 1955年11月 県営富岡射撃場で第10回国民体育大会射撃競技が開催された。同月2日には昭和天皇、香淳皇后の行幸啓があった[7]。
- 1959年11月 東洋化工爆発事故発生。
- 1960年 直木三十五旧邸門前文学碑建立。大仏次郎らにより。
- 1966年3月 平潟湾埋め立て完成、柳町が編入。
- 1966年 称名寺蔵（金沢文庫保管）の金沢北条氏歴代肖像画（北条実時画像など4点）が国宝に指定される。
- 1971年4月 金沢区総合庁舎竣工、昭和町・鳥浜町が編入。
- 1973年 横浜市中央卸売市場として南部市場が開場。
- 1975年3月 在日米軍富岡倉庫地区跡に富岡総合公園開園。
- 1977年1月 海面埋め立てにより、並木一〜三丁目、幸浦一・二丁目が編入。
- 1980年12月 海面埋め立てにより、福浦一〜三丁目が編入。
- 1981年10月 在日米軍小柴貯油施設爆発事故発生[6]。
- 1987年11月 海の公園、八景島が編入。
- 1988年7月2日 「海の公園海水浴場」がオープン。
- 1989年3月 金沢動物園正式オープン。
- 1989年7月 金沢シーサイドライン開通。
- 1994年2月 横浜金沢ハイテクセンターオープン。
- 1998年　横浜高校・甲子園大会春夏連覇。関東学院大学・ラグビー選手権大会連覇
- 2000年2月 長浜道路開通。
- 2001年10月 首都高湾岸線全線開通。
- 2004年10月 会員型大型ホールセールクラブコストコオープン。
- 2005年12月14日 在日米軍小柴貯油施設返還[6]。
- 2006年1月25日 日本最大の風力発電装置（風車）が三菱重工業横浜製作所金沢工場内に完成（高さ116m、発電能力2,400kW）。
- 2009年6月1日 東京入国管理局横浜支局が中区より移転
- 2019年3月31日 横浜シーサイドラインの金沢八景駅が開業以来の延伸[8]。
- 2019年9月9日 令和元年の台風15号により福浦の湾岸の産業団地で約750棟が被害を受けた[9]。
- 2019年9月20日 ブランチ（Branch）横浜南部市場が開業。
- 2023年3月 『金沢水際線（すいさいせん）緑地』（福浦岸壁）オープン[10]。
- 2023年9月24日 小柴自然公園第一期エリア開園[11]。
- 2026年 国内最大級の給食工場竣工予定[12]。

## 人口
金沢区は1948年、磯子区から分区した当時はわずか人口5万人程度だった。その後60年代から始まった埋め立てなどの宅地造成により人口は増加し、1991年に初めて20万人を突破した。その後、21万人を前後していたが2007年をピークに人口減少に転じ、2018年2月に27年ぶりに20万人を割った。
- 1950年　 56,040
- 1955年　 63,974
- 1960年　 71,446
- 1965年　 86,251
- 1970年　108,693
- 1975年　135,349
- 1980年　154,687
- 1985年　176,055
- 1990年　197,753
- 1995年　203,979
- 2000年　205,439
- 2005年　210,658
- 2010年　209,274
- 2015年　202,229
- 2020年　198,939
- 2021年　198,187[13]
- 2023年　195,348[14]

### 将来展望
横浜市が2018年3月27日に発表した市内区別の将来人口推計（2015年〜2065年）によると、金沢区人口は2065年に11万3千人（8万9千人減）になると推計された。減少率は約44％で市内トップであり今後も人口減少に歯止めがかからない見通しだ。
市の推計によると、5年間隔で約1万人ずつ減り続け、40年には15万5千人、65年には11万3千人になる見通し。15年から65年の減少率は約44％（市全体は約19％）。
内容を見ると死亡数と出生数による「自然増減」と転入・転出による「社会増減」の両方で減。特に自然減が顕著で、15年は前年比459人減だったが、35年は同1630人減と減少幅が拡大している。また、高齢化率は40年に40％に達し、5人に2人は65歳以上に。同年に40％と推計されたのは、市内で金沢区のみ。

## 町名
金沢区内では、一部の区域で住居表示に関する法律に基づく住居表示が実施されている。
| 町名           | 町名の読み         | 設置年月日     | 住居表示実施年月日           | 住居表示実施直前の町名                                                                                      | 備考                                                   |
| -------------- | ------------------ | -------------- | ---------------------------- | --- | ------------------------------------------------------ |
| 長浜           | ながはま           | 1939年7月1日   | 未実施                       | |                                                        |
| 長浜一丁目     | ながはま           | 1986年7月21日  | 1986年7月21日                | 長浜、西柴、堀口の各一部                                                                                    |                                                        |
| 長浜二丁目     | ながはま           | 1986年7月21日  | 1986年7月21日                | 長浜、西柴、堀口の各一部                                                                                    |                                                        |
| 堀口           | ほりぐち           | 1939年7月1日   | 2000年10月23日               | 長浜、堀口の各一部                                                                                          |                                                        |
| 片吹           | かたぶき           | 1939年7月1日   | 1986年7月21日                | 片吹、西柴、谷津町の各一部                                                                                  |                                                        |
| 西柴一丁目     | にししば           | 1986年7月21日  | 1986年7月21日                | 片吹、金沢町、柴町、長浜、西柴、堀口、谷津町の各一部                                                        |                                                        |
| 西柴二丁目     | にししば           | 1986年7月21日  | 1986年7月21日                | 片吹、金沢町、柴町、長浜、西柴、堀口、谷津町の各一部                                                        |                                                        |
| 西柴三丁目     | にししば           | 1986年7月21日  | 1986年7月21日                | 片吹、金沢町、柴町、長浜、西柴、堀口、谷津町の各一部                                                        |                                                        |
| 西柴四丁目     | にししば           | 1986年7月21日  | 1986年7月21日                | 片吹、金沢町、柴町、長浜、西柴、堀口、谷津町の各一部                                                        |                                                        |
| 谷津町         | やつちょう         | 1939年7月1日   | 未実施                       | |                                                        |
| 泥亀一丁目     | でいき             | 1975年7月28日  | 1975年7月28日                | 大川、泥亀町、六浦町の各一部                                                                                |                                                        |
| 泥亀二丁目     | でいき             | 1975年7月28日  | 1975年7月28日                | 大川、泥亀町、六浦町の各一部                                                                                |                                                        |
| 大川           | おおかわ           | 1939年7月1日   | 1993年10月18日               | 大川の全部及び釜利谷町、瀬戸、六浦2・3の各一部                                                              |                                                        |
| 柴町           | しばちょう         | 1939年7月1日   | 未実施                       | |                                                        |
| 金沢町         | かなざわちょう     | 1939年7月1日   | 未実施                       | |                                                        |
| 寺前一丁目     | てらまえ           | 1976年7月26日  | 1976年7月26日                | 寺前町、町屋町の各一部                                                                                      |                                                        |
| 寺前二丁目     | てらまえ           | 1976年7月26日  | 1976年7月26日                | 寺前町、町屋町の各一部                                                                                      | 1981年10月31日に埋立地を編入、編入部で住居表示を実施。 |
| 町屋町         | まちやちょう       | 1939年7月1日   | 1976年7月26日                | 洲崎町、泥亀町、寺前町、町屋町の各一部                                                                      |                                                        |
| 洲崎町         | すさきちょう       | 1939年7月1日   | 1976年7月26日                | 洲崎町、泥亀町の各一部                                                                                      |                                                        |
| 平潟町         | ひらかたちょう     | 1939年7月1日   | 1975年7月28日                | 平潟町、乙艫町、町屋町の各一部                                                                              |                                                        |
| 乙舳町         | おつともちょう     | 1939年7月1日   | 1975年7月28日 1997年12月15日 | 乙艫町、野島町、平潟町の各一部 乙舳町に隣接する公有水面埋立地の全部及び野島町に隣接する公有水面埋立地の一部 |                                                        |
| 野島町         | のじまちょう       | 1939年7月1日   | 1975年7月28日                | 野島町、乙艫町の各一部                                                                                      |                                                        |
| 野島町         | のじまちょう       | 1939年7月1日   | 1997年12月15日（編入）       | 野島町に隣接する公有水面埋立地の一部                                                                        |                                                        |
| 六浦町         | むつうらちょう     | 1936年10月1日  | 未実施                       | |                                                        |
| 六浦一丁目     | むつうら           | 1978年7月17日  | 1978年7月17日                | 釜利谷町、六浦町の各一部                                                                                    |                                                        |
| 六浦二丁目     | むつうら           | 1978年7月17日  | 1978年7月17日                | 釜利谷町、六浦町の各一部                                                                                    |                                                        |
| 六浦三丁目     | むつうら           | 1978年7月17日  | 1978年7月17日                | 釜利谷町、六浦町の各一部                                                                                    |                                                        |
| 六浦四丁目     | むつうら           | 1978年7月17日  | 1978年7月17日                | 釜利谷町、六浦町の各一部                                                                                    |                                                        |
| 六浦五丁目     | むつうら           | 2002年10月28日 | 2002年10月28日               | 六浦町の一部                                                                                                |                                                        |
| 瀬戸           | せと               | 1978年7月17日  | 1978年7月17日                | 釜利谷町、六浦町の各一部                                                                                    |                                                        |
| 朝比奈町       | あさひなちょう     | 1936年10月1日  | 未実施                       | |                                                        |
| 釜利谷町       | かまりやちょう     | 1936年10月1日  | 未実施                       | |                                                        |
| 柳町           | やなぎちょう       | 1966年3月31日  | 未実施                       | | 町名地番整理実施区域                                   |
| 昭和町         | しょうわまち       | 1971年4月23日  | 未実施                       | | 町名整理実施区域                                       |
| 鳥浜町         | とりはまちょう     | 1971年4月23日  | 未実施                       | | 町名地番整理実施区域                                   |
| 並木一丁目     | なみき             | 1978年7月17日  | 1978年7月17日                | 並木1の全部                                                                                                 |                                                        |
| 並木二丁目     | なみき             | 1980年7月28日  | 1980年7月28日                | 並木2の全部                                                                                                 |                                                        |
| 並木三丁目     | なみき             | 1982年3月1日   | 1982年3月1日                 | 並木3の全部                                                                                                 |                                                        |
| 幸浦一丁目     | さちうら           | 1977年1月10日  | 未実施                       | | 町名地番整理実施区域                                   |
| 幸浦二丁目     | さちうら           | 1977年1月10日  | 未実施                       | | 町名地番整理実施区域                                   |
| 大道一丁目     | だいどう           | 1980年7月28日  | 1980年7月28日                | 朝比奈町、六浦町の各一部                                                                                    |                                                        |
| 大道二丁目     | だいどう           | 1980年7月28日  | 1980年7月28日                | 朝比奈町、六浦町の各一部                                                                                    |                                                        |
| 高舟台一丁目   | たかふねだい       | 1980年7月28日  | 1980年7月28日                | 釜利谷町、六浦町の各一部                                                                                    |                                                        |
| 高舟台二丁目   | たかふねだい       | 1980年7月28日  | 1980年7月28日                | 釜利谷町、六浦町の各一部                                                                                    |                                                        |
| 東朝比奈一丁目 | ひがしあさひな     | 1980年7月28日  | 1980年7月28日                | 朝比奈町、六浦町の各一部                                                                                    |                                                        |
| 東朝比奈二丁目 | ひがしあさひな     | 1980年7月28日  | 1980年7月28日                | 朝比奈町、六浦町の各一部                                                                                    |                                                        |
| 東朝比奈三丁目 | ひがしあさひな     | 1980年7月28日  | 1980年7月28日                | 朝比奈町、六浦町の各一部                                                                                    |                                                        |
| 福浦一丁目     | ふくうら           | 1980年12月1日  | 未実施                       | | 町名地番整理実施区域                                   |
| 福浦二丁目     | ふくうら           | 1980年12月1日  | 未実施                       | | 町名地番整理実施区域                                   |
| 福浦三丁目     | ふくうら           | 1980年12月1日  | 未実施                       | | 町名地番整理実施区域                                   |
| 能見台一丁目   | のうけんだい       | 1981年5月1日   | 未実施                       | | 町名地番整理実施区域                                   |
| 能見台二丁目   | のうけんだい       | 1981年5月1日   | 未実施                       | | 町名地番整理実施区域                                   |
| 能見台三丁目   | のうけんだい       | 1981年5月1日   | 未実施                       | | 町名地番整理実施区域                                   |
| 能見台四丁目   | のうけんだい       | 1981年5月1日   | 未実施                       | | 町名地番整理実施区域                                   |
| 能見台五丁目   | のうけんだい       | 1982年12月1日  | 未実施                       | | 町名地番整理実施区域                                   |
| 能見台六丁目   | のうけんだい       | 1982年12月1日  | 未実施                       | | 町名地番整理実施区域                                   |
| 富岡東一丁目   | とみおかひがし     | 1983年7月18日  | 1983年7月18日                | 富岡町、長浜の各一部                                                                                        |                                                        |
| 富岡東二丁目   | とみおかひがし     | 1983年7月18日  | 1983年7月18日                | 富岡町、長浜の各一部                                                                                        |                                                        |
| 富岡東三丁目   | とみおかひがし     | 1983年7月18日  | 1983年7月18日                | 富岡町、長浜の各一部                                                                                        |                                                        |
| 富岡東四丁目   | とみおかひがし     | 1983年7月18日  | 1983年7月18日                | 富岡町、長浜の各一部                                                                                        |                                                        |
| 富岡東五丁目   | とみおかひがし     | 1983年7月18日  | 1983年7月18日                | 富岡町、長浜の各一部                                                                                        |                                                        |
| 富岡東六丁目   | とみおかひがし     | 1983年7月18日  | 1983年7月18日                | 富岡町、長浜の各一部                                                                                        |                                                        |
| 富岡西一丁目   | とみおかにし       | 1984年11月5日  | 1984年11月5日 1987年7月20日  | 釜利谷町、富岡町の各一部 富岡町の全域                                                                       |                                                        |
| 富岡西二丁目   | とみおかにし       | 1984年11月5日  | 1984年11月5日                | 釜利谷町、富岡町の各一部                                                                                    |                                                        |
| 富岡西三丁目   | とみおかにし       | 1984年11月5日  | 1984年11月5日                | 釜利谷町、富岡町の各一部                                                                                    |                                                        |
| 富岡西四丁目   | とみおかにし       | 1984年11月5日  | 1984年11月5日                | 釜利谷町、富岡町の各一部                                                                                    |                                                        |
| 富岡西五丁目   | とみおかにし       | 1984年11月5日  | 1984年11月5日                | 釜利谷町、富岡町の各一部                                                                                    |                                                        |
| 富岡西六丁目   | とみおかにし       | 1984年11月5日  | 1984年11月5日                | 釜利谷町、富岡町の各一部                                                                                    |                                                        |
| 富岡西七丁目   | とみおかにし       | 1984年11月5日  | 1984年11月5日                | 釜利谷町、富岡町の各一部                                                                                    |                                                        |
| 能見台通       | のうけんだいどおり | 1984年11月5日  | 1984年11月5日                | 富岡町の一部                                                                                                |                                                        |
| 能見台森       | のうけんだいもり   | 1985年5月1日   | 未実施                       | | 町名整理実施区域                                       |
| 海の公園       | うみのこうえん     | 1986年10月31日 | 未実施                       | | 町名地番整理実施区域                                   |
| 八景島         | はっけいじま       | 1986年10月31日 | 未実施                       | |                                                        |
| みず木町       | みずきちょう       | 1991年1月21日  | 未実施                       | | 町名地番整理実施区域                                   |
| 釜利谷東一丁目 | かまりやひがし     | 1992年10月19日 | 1992年10月19日               | 大川、釜利谷町、能見台6の各一部                                                                             |                                                        |
| 釜利谷東二丁目 | かまりやひがし     | 1992年10月19日 | 1992年10月19日               | 大川、釜利谷町、能見台6の各一部                                                                             |                                                        |
| 釜利谷東三丁目 | かまりやひがし     | 1992年10月19日 | 1992年10月19日               | 大川、釜利谷町、能見台6の各一部                                                                             |                                                        |
| 釜利谷東四丁目 | かまりやひがし     | 1992年10月19日 | 1992年10月19日               | 大川、釜利谷町、能見台6の各一部                                                                             |                                                        |
| 釜利谷東五丁目 | かまりやひがし     | 1992年10月19日 | 1992年10月19日               | 大川、釜利谷町、能見台6の各一部                                                                             |                                                        |
| 釜利谷東六丁目 | かまりやひがし     | 1992年10月19日 | 1992年10月19日               | 大川、釜利谷町、能見台6の各一部                                                                             |                                                        |
| 釜利谷東七丁目 | かまりやひがし     | 1992年10月19日 | 1992年10月19日               | 大川、釜利谷町、能見台6の各一部                                                                             |                                                        |
| 釜利谷東八丁目 | かまりやひがし     | 1992年10月19日 | 1992年10月19日               | 大川、釜利谷町、能見台6の各一部                                                                             |                                                        |
| 釜利谷南一丁目 | かまりやみなみ     | 1993年10月18日 | 1993年10月18日               | 釜利谷町、高舟台2の各一部                                                                                   |                                                        |
| 釜利谷南二丁目 | かまりやみなみ     | 1993年10月18日 | 1993年10月18日               | 釜利谷町、高舟台2の各一部                                                                                   |                                                        |
| 釜利谷南三丁目 | かまりやみなみ     | 1993年10月18日 | 1993年10月18日               | 釜利谷町、高舟台2の各一部                                                                                   |                                                        |
| 釜利谷南四丁目 | かまりやみなみ     | 1993年10月18日 | 1993年10月18日               | 釜利谷町、高舟台2の各一部                                                                                   |                                                        |
| 釜利谷西一丁目 | かまりやにし       | 1993年10月18日 | 1993年10月18日               | 釜利谷町の一部                                                                                              |                                                        |
| 釜利谷西二丁目 | かまりやにし       | 1993年10月18日 | 1993年10月18日               | 釜利谷町の一部                                                                                              |                                                        |
| 釜利谷西三丁目 | かまりやにし       | 1993年10月18日 | 1993年10月18日               | 釜利谷町の一部                                                                                              |                                                        |
| 釜利谷西四丁目 | かまりやにし       | 1993年10月18日 | 1993年10月18日               | 釜利谷町の一部                                                                                              |                                                        |
| 釜利谷西五丁目 | かまりやにし       | 1993年10月18日 | 1993年10月18日               | 釜利谷町の一部                                                                                              |                                                        |
| 釜利谷西六丁目 | かまりやにし       | 1993年10月18日 | 1993年10月18日               | 釜利谷町の一部                                                                                              |                                                        |
| 白帆           | しらほ             | 1995年7月10日  | 未実施                       | | 町名地番整理実施区域                                   |
| 能見台東       | のうけんだいひがし | 2000年10月23日 | 2000年10月23日               | 堀口の一部                                                                                                  |                                                        |
| 六浦東一丁目   | むつうらひがし     | 2001年10月22日 | 2001年10月22日               | 六浦町の一部                                                                                                |                                                        |
| 六浦東二丁目   | むつうらひがし     | 2001年10月22日 | 2001年10月22日               | 六浦町の一部                                                                                                |                                                        |
| 六浦東三丁目   | むつうらひがし     | 2001年10月22日 | 2001年10月22日               | 六浦町の一部                                                                                                |                                                        |
| 六浦南一丁目   | むつうらみなみ     | 2002年10月28日 | 2002年10月28日               | 六浦町の一部                                                                                                |                                                        |
| 六浦南二丁目   | むつうらみなみ     | 2003年10月27日 | 2003年10月27日               | 六浦町の一部                                                                                                |                                                        |
| 六浦南三丁目   | むつうらみなみ     | 2003年10月27日 | 2003年10月27日               | 六浦町の一部                                                                                                |                                                        |
| 六浦南四丁目   | むつうらみなみ     | 2003年10月27日 | 2003年10月27日               | 六浦町の一部                                                                                                |                                                        |
| 六浦南五丁目   | むつうらみなみ     | 2003年10月27日 | 2003年10月27日               | 六浦町の一部                                                                                                |                                                        |

## 行政
区長
齋藤 真美奈（2024年4月1日 - ）
歴代区長
橘川 和夫（ - 2005年3月31日）
横松 進一郎（2005年4月1日 - 2008年3月31日）
石井 洋一（2008年4月1日 - 2010年3月31日）
橋本 康正（2010年4月1日 - 2012年3月31日）
林 琢己（2012年4月1日 - 2015年3月31日）
國原 章弘（2015年4月1日 - 2020年3月31日）
永井 京子（2020年4月1日 - 2024年3月31日）

## 政治
- 横浜市議会金沢区選挙区（定数5）
- 神奈川県議会金沢区選挙区（定数2）

## 公共施設

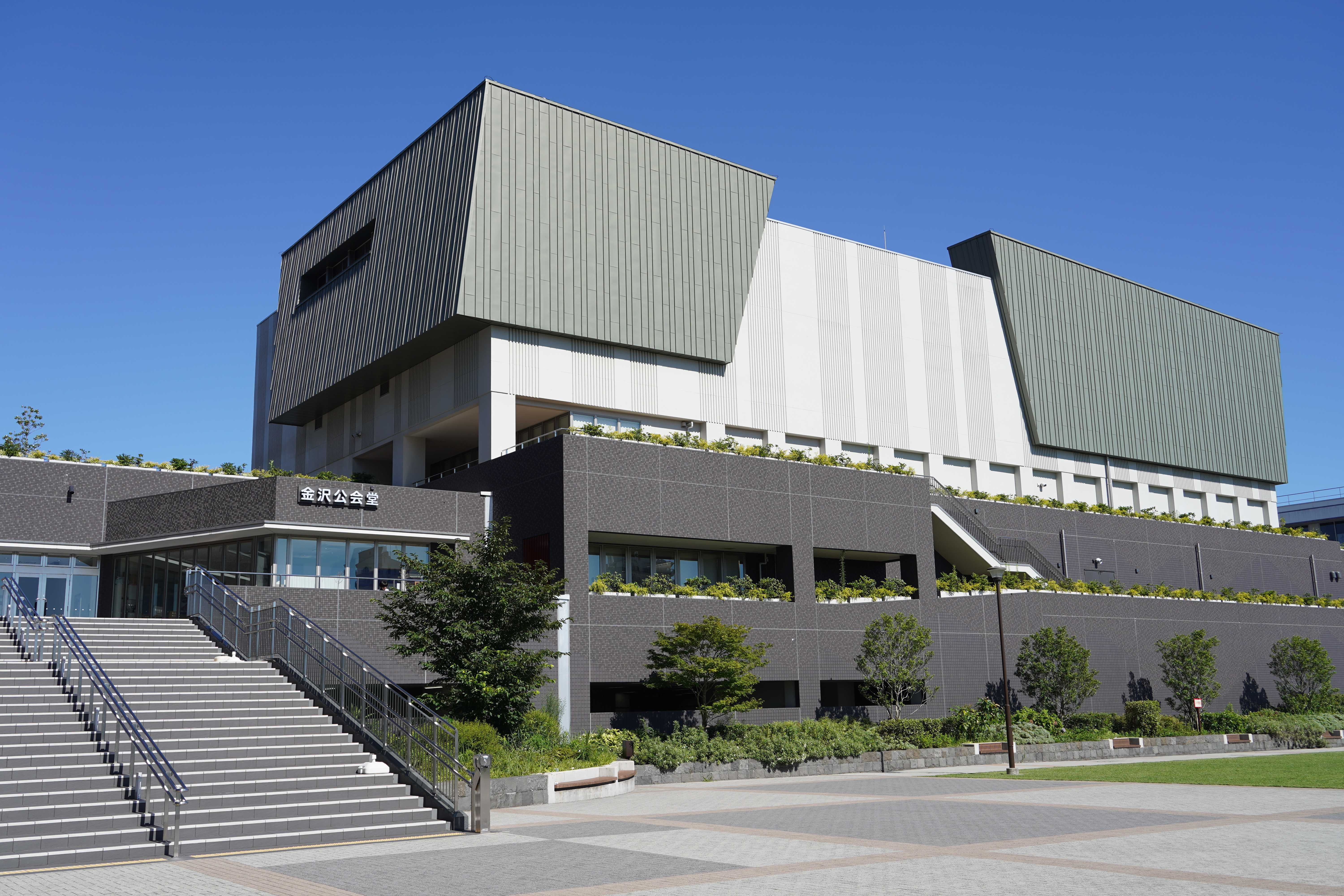
金沢公会堂

警察
- 金沢警察署

医療機関
- 横浜市立大学附属病院
- 横浜南共済病院
- 神奈川県立循環器呼吸器病センター
- 済生会若草病院

港湾
- 金沢木材埠頭（横浜港）

漁港
- 柴漁港（第一種漁港）
- 金沢漁港（第一種漁港）

スポーツ
- 金沢プール（リネツ金沢、プール）
- 金沢スポーツセンター（屋内競技場）

その他
- 金沢公会堂
- 金沢図書館
- 神奈川県警察第一機動隊
- 神奈川県警察音楽センター

## 教育

### 大学
- 横浜市立大学 金沢八景キャンパス・福浦キャンパス
- 関東学院大学 金沢八景キャンパス・金沢文庫キャンパス

### 高等学校
公立
- 神奈川県立金沢総合高等学校
- 神奈川県立釜利谷高等学校
- 横浜市立金沢高等学校

私立
- 横浜創学館高等学校
- 横浜高等学校
- 鹿島学園高等学校横浜南キャンパス
- 関東学院六浦高等学校

### 中学校
公立
- 横浜市立六浦中学校
- 横浜市立大道中学校
- 横浜市立釜利谷中学校
- 横浜市立金沢中学校
- 横浜市立西柴中学校
- 横浜市立並木中学校
- 横浜市立富岡中学校
- 横浜市立小田中学校
- 横浜市立富岡東中学校

私立
- 関東学院六浦中学校
- 横浜中学校

### 義務教育学校
公立
- 横浜市立義務教育学校西金沢学園

### 小学校
公立
- 横浜市立六浦南小学校
- 横浜市立瀬ヶ崎小学校
- 横浜市立六浦小学校
- 横浜市立朝比奈小学校
- 横浜市立大道小学校
- 横浜市立高舟台小学校
- 横浜市立釜利谷小学校
- 横浜市立釜利谷南小学校
- 横浜市立釜利谷東小学校
- 横浜市立八景小学校
- 横浜市立金沢小学校
- 横浜市立文庫小学校
- 横浜市立西柴小学校
- 横浜市立能見台小学校
- 横浜市立能見台南小学校
- 横浜市立西富岡小学校
- 横浜市立小田小学校
- 横浜市立富岡小学校
- 横浜市立並木第一小学校
- 横浜市立並木中央小学校[注 1]
- 横浜市立並木第四小学校

私立
- 関東学院六浦小学校

### 特別支援学校
- 横浜市立浦舟特別支援学校
- 横浜市立大学附属病院福浦院内学級
- 神奈川県立金沢支援学校

### 幼稚園
- あけぼの幼稚園（富岡東）
- こすもす幼稚園（富岡東）
- 並木幼稚園（並木）
- フレンド幼稚園（並木）
- 京急幼稚園（能見台）
- 文庫幼稚園（西柴）
- 天使幼稚園（金沢町）
- 光輪幼稚園（平潟町）
- ルンビニー花園幼稚園（釜利谷東）
- カナリヤ幼稚園（釜利谷西）
- 金沢白百合幼稚園（釜利谷南）
- 金沢大道幼稚園（町屋町）
- あさひな幼稚園（東朝比奈）
- 関東学院六浦こども園（六浦東）
- 横浜市南六浦保育園（六浦）

## 交通

### 鉄道
京浜急行電鉄（京急）
 本線
- - 京急富岡駅 - 能見台駅 - 金沢文庫駅 - 金沢八景駅 -

 逗子線
- 金沢八景駅 - 六浦駅 -

横浜シーサイドライン
 金沢シーサイドライン
- - 南部市場駅 - 鳥浜駅 - 並木北駅 - 並木中央駅 - 幸浦駅 - 産業振興センター駅 - 福浦駅 - 市大医学部駅 - 八景島駅 - 海の公園柴口駅 - 海の公園南口駅 - 野島公園駅 - 金沢八景駅

### 路線バス
- 京浜急行バス
  - 能見台営業所
  - 追浜営業所
  - 鎌倉営業所
- 横浜市交通局・横浜交通開発
  - 磯子営業所
- 神奈川中央交通
  - 横浜営業所
- 大新東
  - レイディアントシティー営業所

### 道路
- 高速道路
  - 横浜横須賀道路
    - 本線： - 釜利谷JCT - 朝比奈IC -
    - 金沢支線：釜利谷JCT - 金沢自然公園連絡路 - 堀口能見台IC - 並木IC

  - 首都高速湾岸線： - 幸浦出入口 - 並木IC

- 国道
  - 国道16号
  - 国道357号
- 県道
  - 神奈川県道23号原宿六ツ浦線（環状4号線）
  - 神奈川県道204号金沢鎌倉線
  - 神奈川県道205号金沢逗子線

## 商業

### 大手スーパーマーケット
- アピタ金沢文庫店
- 西友能見台店
- イオン金沢シーサイド店(ビアレ横浜)
- イオン金沢八景店（旧プランタン→ダイエー）
- ハードオフ金沢富岡店
- イトーヨーカドー能見台店
- ヨークマート六浦店
- 京急ストア能見台店（京急ショッピングプラザ能見台）
- 京急ストア富岡店
- 京急ストア金沢八景店
- OKストア金沢文庫店
- OKストア金沢シーサイド店
- そうてつローゼン釜利谷店・並木店
- コストコホールセール金沢シーサイド倉庫店

## 金融

### 銀行
- 三井住友銀行 - 金沢文庫支店、金沢八景支店
- みずほ銀行 - 金沢文庫支店
- 三菱UFJ銀行 - 金沢文庫支店
- りそな銀行 - 上大岡支店金沢文庫出張所（有人店舗）
- 横浜銀行 - 金沢産業センター支店、金沢支店、金沢文庫支店、能見台駅前支店
- 神奈川銀行 - 富岡支店

### 信用金庫
- かながわ信用金庫 - 金沢文庫支店、並木支店
- 湘南信用金庫 - 能見台支店
- 横浜信用金庫 - 富岡支店、金沢支店、六浦支店、福浦支店

### JAバンク
- JA横浜 - 金沢支店、金沢文庫支店

### その他
区内に支店を置く信用組合はない

## 住宅団地
- UR 金沢シーサイドタウン
- UR 六浦団地（六浦町）
- 市営住宅 金沢
- 市営住宅 金沢第二
- 市営住宅 富岡西ハイツ
- 市営住宅 金沢柴町
- 市営住宅 ラマージュ
- 市営住宅 釜利谷東ハイツ
- 県営大道団地（大道1-30外）
- 県営釜利谷団地（釜利谷南2丁目）
- 県営谷津坂団地（西柴1-24-1外）
- 県営朝比奈団地（東朝比奈3-2-12外）
- 県営六浦団地（六浦東1-6-1外）
- 県営平潟団地（平潟町）

## 名所・旧跡・観光スポット
- 金沢八景
- 横浜・八景島シーパラダイス（八景島）
- 横浜ベイサイドマリーナ（白帆）
  - 三井アウトレットパーク 横浜ベイサイド（白帆）
- 横浜南部市場（鳥浜）
- 海の公園（海の公園）
- 横浜市立金沢動物園（釜利谷東五丁目）
- 金沢自然公園（釜利谷町）
- 釜利谷市民の森（釜利谷町）
- 称名寺貝塚（金沢町）
- 県立金沢文庫（金沢町）
- 称名寺市民の森（金沢町）
- 朝夷奈切通（朝比奈）
- 白山道
- 白山道奥磨崖仏
- 鼻欠地蔵（大道二丁目）
- 小泉又次郎誕生地の石碑（大道二丁目）
- 横浜検疫所長浜措置場野口英世記念館（長浜）
- 青砥藤綱墓（富岡）
- 旧川合玉堂別邸（二松庵）庭園（富岡東）
- 旧直木三十五の宅（富岡東）
- 孫文上陸の碑（富岡東）
- 富岡総合公園（富岡東）
- 能見堂跡（能見台森）
- 伝源範頼墓（片吹・太寧寺）
- 野島公園（野島）
- 野島貝塚（野島公園）
- 野島掩体壕（野島公園）
- 旧伊藤博文金沢別邸（野島公園）
- 憲法草創の碑（洲崎町）
- 上行寺東遺跡（六浦）

### 社寺
- 長昌寺（富岡東）
- 慶珊寺（富岡東）
- 持明院（富岡東）
- 宝珠院（富岡東）
- 富岡八幡宮（富岡東）
- 宝蔵院（柴町）
- 熊野神社（柴町）
- 称名寺（金沢町）
- 大宝院（金沢町）
- 光明院（金沢町）
- 三宝寺（金沢町）
- 薬王寺（寺前）
- 寺前八幡神社（寺前）
- 龍華寺（洲崎町）
- 稲荷神社（谷津町）
- 浅間神社（谷津町）
- 正法院（釜利谷東）
- 金蔵院（釜利谷東）
- 満蔵院（釜利谷東）
- 禅林寺（釜利谷東）
- 自性院（釜利谷東）
- 手子神社（釜利谷南）
- 東光禅寺（釜利谷南）
- 瀬戸神社（瀬戸）
- 琵琶島神社（瀬戸）
- 上行寺（中世のやぐら跡発掘。兼好法師旧宅跡）
- 長生寺（六浦）

### 天然記念物
- 亜深海性貝類の産状を示す野島層の露頭
- 御伊勢山・権現山の樹叢

## ゆかりのある有名人
- 藤山陽子 - 元女優（東宝専属）
- 岩本輝雄 - 元サッカー選手
- 矢野喬子 - サッカー選手
- 西田雄一郎 - JRA騎手
- 中沢けい - 作家
- 小田和正 - シンガーソングライター、ミュージシャン
- 喜多建介 - ASIAN KUNG-FU GENERATION／ミュージシャン
- 小泉又次郎 - 元逓信大臣
- 小泉純一郎 - 元首相
- 竹中直人 - 俳優、コメディアン、映画監督
- 南山真 - バスケットボール選手
- 田臥勇太 - バスケットボール選手
- 矢田一嘯 - 洋画家
- よしまさこ - 漫画家
- 小泉里子 - ファッションモデル
- 木村欣造 - 実業家
- 中山加奈子 - プリンセスプリンセス
- 織田裕二 - 俳優
- 江藤小三郎 - 思想家、社会運動家
- 川島令美
- 漫☆画太郎
- 智平 - 元GUNDOG／ミュージシャン
- 松浦勝人 - エイベックス 代表取締役会長
- HIRO - EXILE
- 五十嵐充 - 元ELT
- 松崎真 - 芸人
- 荒井幸雄 - 元プロ野球選手
- 宇能鴻一郎 - 作家
- 谷啓 - 俳優
- 堀内健 - ネプチューン
- 藤井一子
- 浅葉克己
- 浅野忠信 - 俳優
- 蒔田彩珠 - 俳優
- 布目英一 - 横浜にぎわい座三代目館長
- どら増田 - スポーツライター
- 宮内亮治 - 実業家
- 大坂孝之介 - 湘南探偵団
- 亘健太郎 - フルーツポンチ (お笑いコンビ)
- 飯田義隆 - セパタクロー選手
- 進藤靖弘 - 元プロボクサー
- 千葉進也 - バレーボール選手
- 渡邊佳明 - プロ野球選手
- 下川隼佑 - プロ野球選手
- 三丘翔太 - 歌手

## 金沢区を舞台とする作品・ゆかりの作品

### 文芸
- 明るい夜に出かけて（佐藤多佳子）

### アニメ
- IDOLY PRIDE
- 少女たちは荒野を目指す
- ぼっち・ざ・ろっく!

### 漫画
- ぼっち・ざ・ろっく!（はまじあき） - 主人公が金沢区に住んでいる。

### ライトノベル
- 青春ブタ野郎シリーズ（鴨志田一） - 大学生編で金沢区が舞台となる。

### ゲーム
- 少女たちは荒野を目指す